# Allan Jensen
 Der er flere personer med dette navn, se Allan Jensen (flertydig).
Allan Bondo Jensen (født 28. december 1960 i København) er en dansk sanger og musiker, kendt fra indiepopgruppen Gangway. Han har udgivet et enkelt soloalbum i 2001 og har, som en del af Gangway, modtaget tre Grammyer i 1993 for årets danske gruppe, årets danske rockudgivelse og årets danske musikvideo.

## Opvækst
Allan Jensen blev født 28. december 1960 i København. Som ung spillede han fodbold i Boldklubben Frem på klubbens 1. divisionshold, hvor han i 1979 nåede at spille med i 2 halvlege som 12. mand. "Men jeg var ikke en af dem, der fik penge for at træne fem-seks gange om ugen, så jeg arbejdede som korrekturlæser ved Fagbogen og som skraldemand hos Illum."

## Karriere
Allan Jensen begyndte sin musikalske karriere i efteråret 1982, hvor han var trommeslager på nogle demoer med gruppen Words & Welfare, der senere skiftede navn til Naïve. Samme år var han med til at danne Gangway, hvor han var gruppens forsanger og bassist frem til 1998 - og igen fra 2017. Han skrev to af gruppens sange, "World of Difference" og "April Fool" samt teksterne til "Yellow" og "Out on the Rebound from Love". Hans klare, troskyldige stemme - som i starten var inspireret af engelske Morrissey - er ofte blevet fremhævet som et af gruppens væsentligste aktiver.
Allan Jensens eneste musikalske optræden udenfor Gangway i denne gruppes første levetid var to koncerter i 1994, hvor han sang jazzstandarder akkompagneret af bl.a. Bo Stief og Hugo Rasmussen. I marts 2001 udgav han det Kasper Winding-producerede soloalbum One Fine Day, som han selv beskrev som "popmusik med gode melodier". Albummet blev udsendt under det anonyme kunstnernavn Jensen. Samme år bidrog han til velgørenhedsprojektet Grand Prix Nostalgi med en discoversion af Grys "Kloden drejer".
I oktober 2006 gav han en fælles koncert med Gangway-guitaristen Henrik Balling på Ingolfs Kaffebar i København. De optrådte igen sammen i juli 2015 på DRs Aftenshowet med en akustisk version af Gangway-sangen "My Girl and Me".
Allan Jensen har uddannet sig til lærer og var i 2017 ansat ved en specialskole.

## Diskografi
For udgivelser med Gangway, se Gangway.

### Studiealbum
- One Fine Day (2001, Virgin)

### Andre optrædener
- Grand Prix Nostalgi 2001 (2001, Virgin) – "Kloden drejer"